# Суперкубок України з футболу 2010
Суперкубок України з футболу 2010 — сьомий розіграш Суперкубка України, щорічного футбольного матчу, у якому зустрічаються Чемпіон країни та володар Кубка України попереднього сезону. Матч відбувся 4 липня 2010 року в місті Запоріжжя на стадіоні Славутич-Арена в присутності 10 з половиною тисяч глядачів. У матчі зустрілися донецький «Шахтар» як чемпіон України сезону 2009—2010 і сімферопольська «Таврія» — володар Кубка України. Перемогу здобула донецька команда, розгромивши кримчан з рахунком 7:1.

## Протокол матчу
| 4 липня 2010 20:45 +25°C |

| «Шахтар»                                                        | 7:1      | «Таврія»  |
| --------------------------------------------------------------- | -------- | --------- |
| Гладкий 2', 51' Жадсон 35' Вілліан 67' Адріану 78', 85' Рац 90' | Протокол | 32' Фещук |

| Славутич-Арена, Запоріжжя Глядачів: 10 500 Арбітр: Андрій Шандор (Львів) |

| «Шахтар» Донецьк | «Таврія» Сімферополь |

| Шахтар:       |    |                     |              |
|               |    |                     |              |
| В             | 30 | Андрій Пятов        |              |
| ПЗ            | 3  | Томаш Гюбшман       | 46' 58'      |
| ПЗ            | 7  | Фернандінью         |              |
| ПЗ            | 8  | Жадсон              | 35' 68'      |
| ПЗ            | 10 | Вілліан             | 67'          |
| ПЗ            | 20 | Дуглас Коста        | 65'          |
| НП            | 21 | Олександр Гладкий   | 2', 51' 70'  |
| ЗХ            | 26 | Резван Рац          | 34' 90'      |
| ПЗ            | 33 | Дарійо Срна         | (к)          |
| ЗХ            | 36 | Олександр Чижов     |              |
| ЗХ            | 44 | Ярослав Ракицький   |              |
| Запасні:      |    |                     |              |
| В             | 60 | Артем Тетенко       |              |
| ЗХ            | 5  | Олександр Кучер     |              |
| НП            | 9  | Луїс Адріану        | 70' 78', 85' |
| ПЗ            | 14 | Василь Кобін        |              |
| ПЗ            | 15 | Тарас Степаненко    | 58'          |
| ПЗ            | 23 | Костянтин Кравченко |              |
| ПЗ            | 23 | Алекс Тейшейра      | 68'          |
| Тренер:       |    |                     |              |
| Мірча Луческу |    |                     |              |

| Таврія:       |    |                      |         |
|               |    |                      |         |
| В             | 1  | Максим Старцев       |         |
| ПЗ            | 3  | Микола Кашевський    |         |
| ПЗ            | 8  | Андрій Корнєв        |         |
| НП            | 9  | Олександр Ковпак     | (к) 61' |
| ЗХ            | 11 | Антон Монахов        | 81'     |
| ПЗ            | 19 | Ілля Галюза          | 46'     |
| ПЗ            | 22 | Желько Любенович     |         |
| ПЗ            | 27 | Денис Голайдо        |         |
| НП            | 28 | Максим Фещук         | 32' 71' |
| ЗХ            | 30 | Олег Гуменюк         |         |
| ЗХ            | 38 | Олексій Курілов      | 41'     |
| Запасні:      |    |                      |         |
| В             | 21 | Віталій Постранський |         |
| ЗХ            | 4  | Андрій Донець        |         |
| ПЗ            | 7  | Антон Муховиков      |         |
| НП            | 10 | Лакі Ідахор          | 61' 66' |
| ПЗ            | 18 | Іван Матяж           | 46'     |
| НП            | 20 | Гігіадзе Васіл       | 71'     |
| НП            | 24 | Руслан Платон        |         |
| Тренер:       |    |                      |         |
| Сергій Пучков |    |                      |         |

| АРБІТРИ - Асистенти: - Олександр Войтюк - Олег Плужник - Четвертий: Віталій Годулян - Делегат ФФУ: Володимир Поліщук - Інспектор ФФУ: Валерій Лисенко | ПРАВИЛА МАТЧУ - 90 хвилин основного часу. - Пенальті, якщо після основного часу рахунок рівний. - Сім гравців на заміні. - Максимум 3 заміни у матчі. - Одночасно на полі не більше 7 легіонерів у кожній команді. |

* Примітки:В — воротар, ЗХ — захисник, ПЗ — півзахисник, НП — нападник
| Переможець Суперкубка України 2010 |
| ---------------------------------- |
|                                    |
| «Шахтар» (Донецьк) Третій титул    |